# جو إتش. إيغل
جو إتش. إيغل هو محامي وسياسي أمريكي، ولد في 23 يناير 1870 في تومبكينسفيل في الولايات المتحدة، وتوفي في 10 يناير 1963 في هيوستن في الولايات المتحدة. نشط حزبياً في الحزب الديمقراطي. وقد انتخب عضو مجلس النواب الأمريكي ‏.